# Intuitive Machines One
Intuitive Machines One ou IM-1 ou Odysseus est une mission spatiale robotique à destination de la surface de la Lune qui emporte plusieurs instruments scientifiques et démonstrateurs technologiques. C'est la deuxième mission du programme CLPS de la NASA, dont l'objectif est d'approfondir la connaissance de la Lune pour préparer les séjours à sa surface des équipages des missions Artemis. Intuitive Machines One repose sur un atterrisseur léger baptisé Nova-C de la société Intuitive Machines dont c'est la première utilisation. Cet engin spatial est capable de déposer environ 100 kilogrammes de charge utile à la surface de la Lune et de fonctionner durant 14 jours terrestres (une journée lunaire) une fois arrivé à destination.
La mission IM-1 est lancée le 15 février 2024 par une fusée Falcon 9. Elle emporte onze expériences scientifiques et technologiques dont six fournies par la NASA. L'engin spatial se pose dans le cratère Malapert-A à 300 km du pôle Sud de la Lune dans une zone qui constitue un des sites d'atterrissage envisagés pour la première mission avec équipage du programme Artemis (Artemis III). Le 22 février 2024, l'atterrisseur Nova-C devient le premier engin spatial américain à se poser à la surface de la Lune depuis la mission Apollo 17 en 1972. Toutefois, la mission est un demi-succès car l'atterrisseur s'est couché sur le flanc, empêchant le fonctionnement de plusieurs charges utiles. Ce résultat en demi-teinte du programme CLPS de la NASA qui intervient après l'échec de la première mission Peregrine Mission One un mois plus tôt jette un certain doute sur la décision de la NASA de confier à des partenaires extérieurs l'ensemble de la conception des missions robotiques lunaires.

## Contexte
Dans le cadre de son programme Artemis, qui a pour objectif le retour des hommes sur le sol lunaire vers 2026, l'agence spatiale américaine, la NASA, décide en 2018 de confier à des sociétés privées la dépose à la surface de la Lune d'instruments scientifiques et d'engins robotiques. Ceux-ci sont destinés à mener des investigations qui doivent compléter les études scientifiques menées à la surface de la Lune par les astronautes et doivent contribuer à développer les capacités des futures missions lunaires, en évaluant par exemple les ressources en glace d'eau. Celles-ci pourraient permettre à terme de produire des ergols pour les fusées se posant à la surface de la Lune ainsi que de l'oxygène et de l'eau pour les équipages.
Pour remplir cet objectif, la NASA met sur pied le programme CLPS. À la suite d'une série d'appels d'offres, quatre sociétés, dont Intuitive Machines, sont sélectionnées pour transporter des charges utiles à la surface de la Lune. Le cahier des charges de la NASA ne fournit aucune contrainte relative à l'architecture et se contente de définir la masse et la nature des charges utiles qui devront être transportées. Les sociétés sélectionnées sont de nouveaux entrants dans le domaine et ont une expérience limitée dans le développement d'atterrisseur. Mais la NASA accepte la majoration du risque par rapport à une approche plus conventionnelle faisant appel aux poids-lourds du secteur spatial car elle estime que cette démarche permettra d'atteindre les objectifs à un coût au final sensiblement réduit. La philosophie du programme CLPS est similaire à celle des programmes COTS et CCDev, que l'agence spatiale a mis sur pied pour le ravitaillement et la relève des équipages de la Station spatiale internationale,.
La première mission confiée à Intuitive Machines, baptisée Intuitive Machines One, attribuée par la NASA en mai 2019 pour un montant de 77 millions US$, est planifiée initialement pour le 15 novembre 2023. Placée en orbite par une fusée Falcon 9, elle doit transporter six charges utiles de la NASA ainsi que des charges utiles d'autres clients. L'engin spatial doit atterrir au niveau de la latitude 20° entre Mare Serenitatis et Mare Crisium et la durée de la mission est de 14 jours,.

## Caractéristiques techniques
Nova-C est un petit atterrisseur de 1 908 kg avec ses ergols, haut de 3,94 m, avec une section de 2,19 × 2,385 m. Il est capable de déposer 100 kg de charge utile. Il est conçu pour survivre durant une journée lunaire. L'énergie est fournie par trois panneaux solaires fixes montés sur le corps de l'engin qui produisent en pic 788 watts qui sont stockés dans trois batteries lithium-ion ayant une capacité totale de 1 554 W-h. La propulsion principale est un moteur-fusée unique VR900 (poussée unitaire 4 000 newtons) brûlant un mélange de méthane et d'oxygène liquide, héritage d'un développement effectué par la NASA (projet Morpheus). L'engin spatial est stabilisé sur trois axes et son système de contrôle d'attitude comprend un viseur d'étoiles, des capteurs solaires et une centrale à inertie. Les corrections d'orientation sont réalisées par des propulseurs à gaz froid redondants utilisant de l'hélium sous pression. La masse à vide de Nova-C est de 624 kg. Il emporte au maximum 845 kg de méthane liquide, 422 kg d'oxygène liquide et 17 kg d'hélium stocké sous une pression de 41 bars. Les communications avec la Terre sont assurées en bande X avec un débit compris entre 250 kilobits et 6 mégabits par seconde via une antenne grand gain et plusieurs antennes à faible gain.

## Charges utiles

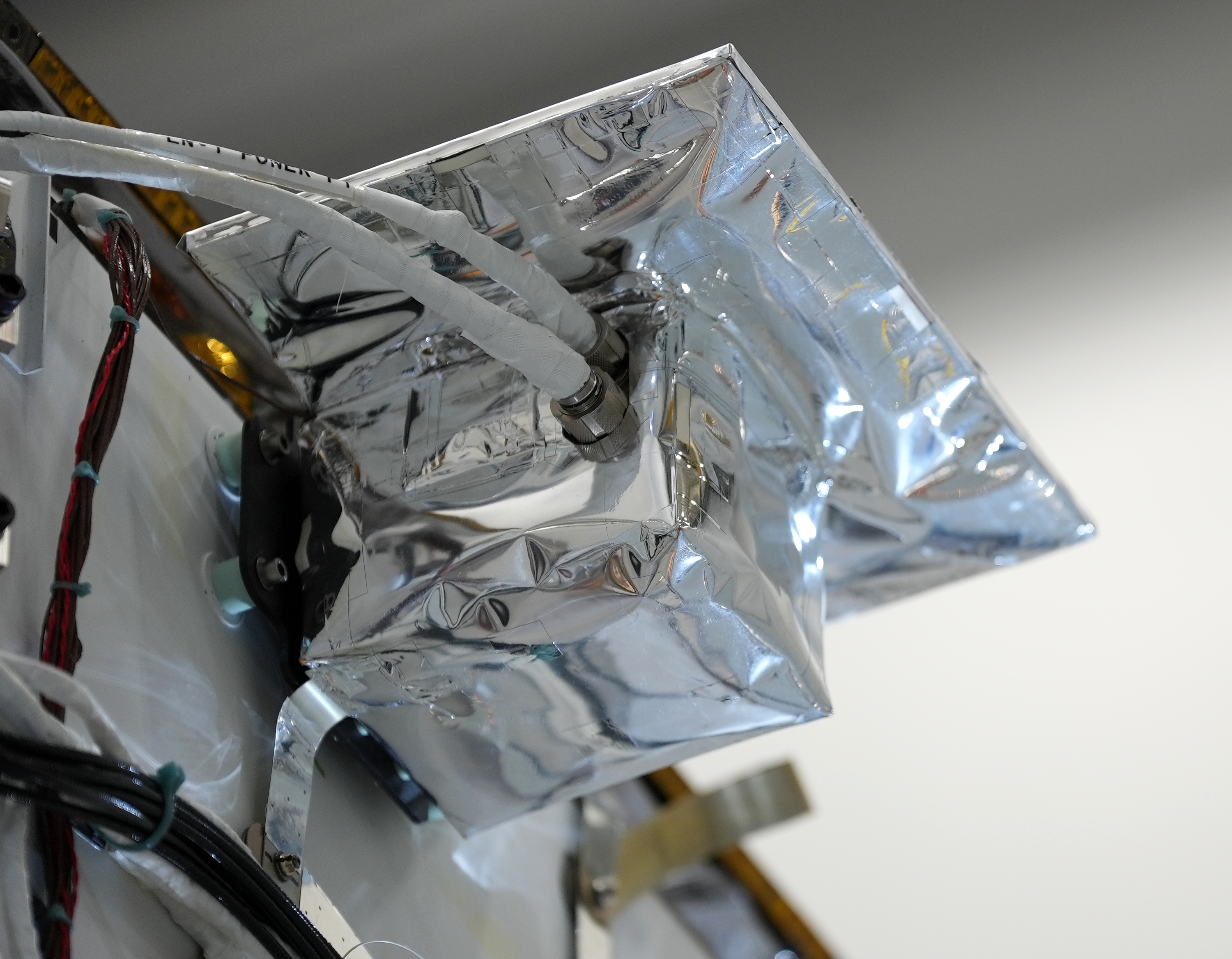
L'équipement de navigation autonome LN-1.

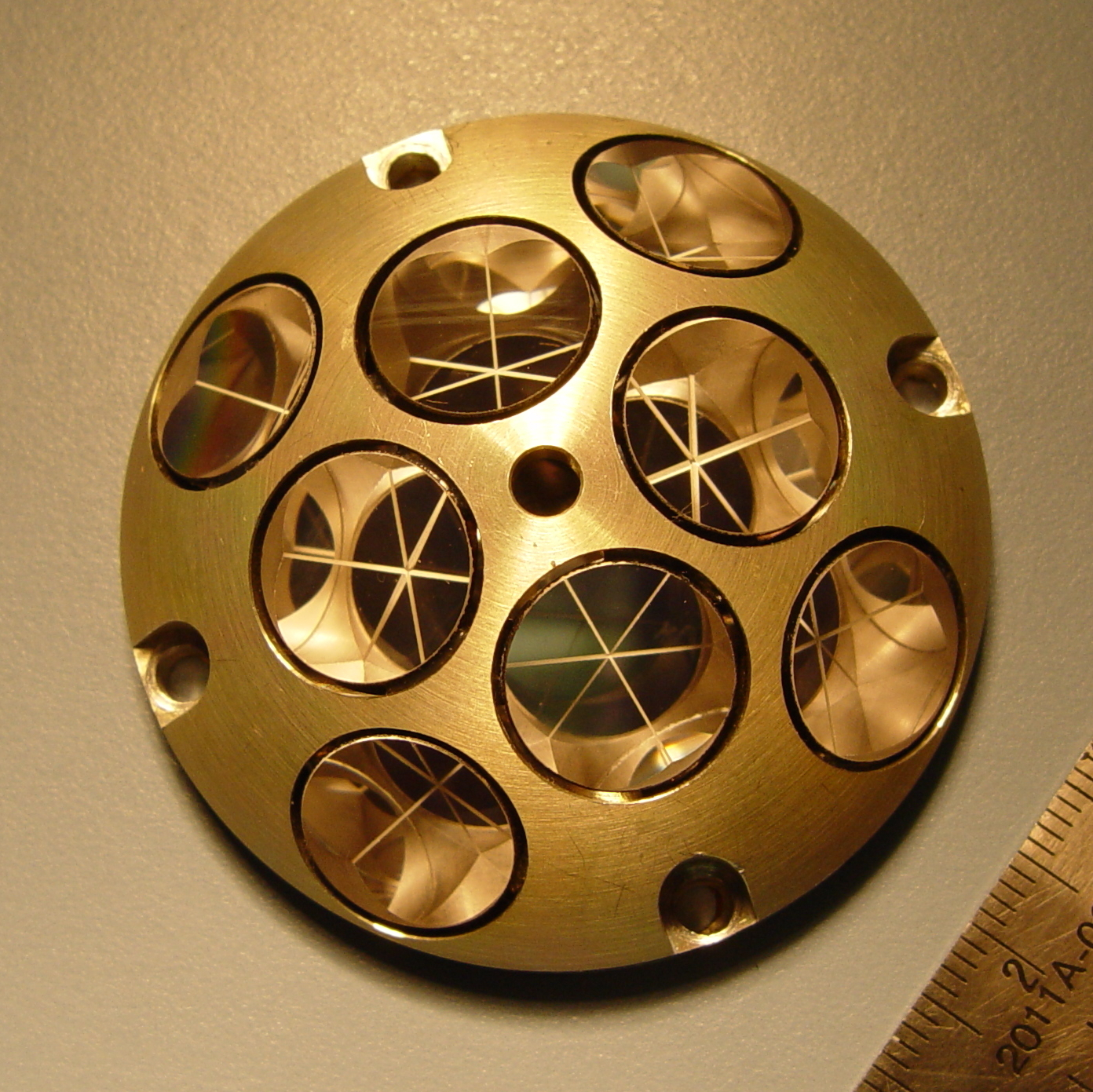
Le rétroreflecteur laser LRA.

L'atterrisseur Nova-C emporte principalement des instruments chargés de recueillir des données scientifiques depuis la surface de la Lune et des équipements destinés à être validés dans l'espace.
Six équipements/instruments sont fournis par la NASA : 
- Lunar Node 1 Navigation Demonstrator (LN-1) est un équipement de navigation autonome, de la taille d'un CubeSat (c'est-à-dire un cube de 10 centimètres de côté), qui sera utilisé par les futures opérations en orbite et à la surface de la Lune. Cet équipement est fourni par le Centre de vol spatial Marshall et a déjà volé à bord de la Station spatiale internationale[8] ;
- Stereo Cameras for Lunar Plume-Surface Studies (SCALPSS) est un ensemble de quatre caméras chargées de filmer le panache de poussière soulevé durant l'atterrissage de Nova-C à la surface de la Lune. Les données recueillies jouent un rôle critique pour la conception des futurs atterrisseurs lunaires et martiens. Cet équipement, qui est fourni par le Centre de recherche Langley, réutilise certains composants utilisés par la mission Mars 2020[9] ;
- Low-frequency Radio Observations for the Near Side Lunar Surface (ROLSES), développé par le Centre de vol spatial Goddard, est un équipement de réception radio basse fréquence utilisé pour mesurer la densité des photoélectrons. Les données recueillies seront utilisées pour mettre au point les équipements radio et les radiotélescopes installés à la surface de la Lune. Par ailleurs, ces données permettront de confirmer si un radiotélescope installé sur le sol de cet astre est capable d'observer et d'imager les éruptions solaires[10] ;
- Navigation Doppler Lidar for Precise Velocity and Range Sensing (NDL) est un lidar comportant une tête optique émettant trois faisceaux lumineux qui fournit à l'atterrisseur Nova-C durant sa descente vers la surface de la Lune sa vitesse et la distance du sol avec une précision très importante. Cet équipement est développé par le Centre de recherche Langley[11]. Il est utilisé pendant la phase de d'atterrissage à la suite de problèmes rencontrés par les systèmes de navigation de l'atterrisseur ;
- Radio Frequency Mass Gauging (RFMG) est un détecteur reposant sur un émetteur radio qui mesure le niveau des fluides et liquides dans le réservoir d'ergols. Cet équipement a déjà été installé à bord de la Station spatiale internationale[12] ;
- Laser Retroreflector Array (LRA) est une demi-sphère en aluminium de 5 centimètres de diamètre comprenant huit rétro-réflecteurs laser de 1,27 centimètre de côté qui est utilisée pour mesurer la position précise de l'atterrisseur à la surface de la Lune en réfléchissant les rayons laser émis par d'autres engins spatiaux orbitant autour de la Lune[13].

Six charges utiles sont fournies par différentes institutions ou entreprises :
- Omni-Heat est une couverture thermique de Columbia Sportswear Company, posée sur un panneau afin d'isoler un des réservoirs cryogéniques de l'atterrisseur, développée à partir des couvertures isothermiques spatiales et utilisées dans les doublures des vêtements de l'entreprise ;
- EagleCAM est une caméra qui est larguée par l'atterrisseur peu avant son atterrissage, à 30 mètres au-dessus du sol. Elle doit prendre des photos du panache de poussière soulevé par Nova-C durant la phase finale de son atterrissage. Il s'agira de la première photo prise depuis l'extérieur de l'atterrissage d'un engin spatial à la surface d'un autre corps céleste. Ces images doivent fournir de nouvelles données scientifiques sur les processus à l’œuvre durant ce type d'événement ;
- ILO-X, fourni par l'International Lunar Observatory Association (“ILOA Hawaii”), est un télescope qui doit réaliser des images de la Voie lactée (les premières réalisées depuis la surface de la Lune) et valider différentes technologies. ILO-X utilise le même type de caméra que EagleCAM ;
- Lunaprise de (Galactic Legacy Labs, GLL) est une plaque de métal gravée fixée sur l'atterrisseur qui contient des informations sur la Terre et qui est similaire aux plaques fixées sur les sondes spatiales Voyager 1 et Voyager 2 ;
- Moon Phases de Jeff Koons, une sculpture[15] ;
- Independence de Lonestar est une mission de test de centre de données lunaire pour le stockage et la transmission de données depuis la surface lunaire.

## Site d'atterrissage

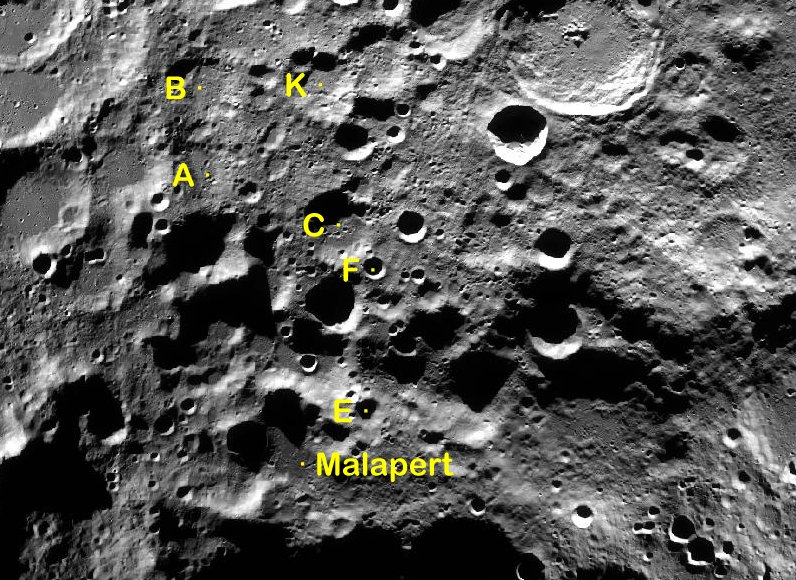
Carte montrant la position des cratères Malapert A, B et C, destinations de l'atterrisseur.

L'atterrisseur Nova doit se poser dans le cratère Malapert-A (80,297º sud, 1,2613º est) à environ 300 kilomètres du pôle Sud de la Lune dans une zone qui constitue un des sites d'atterrissage envisagés pour la première mission avec équipage du programme Artemis (Artemis III).

## Déroulement de la mission

### Lancement
La mission Intuitive Machines One décolle du centre spatial Kennedy le 15 février 2024. L'engin spatial est placé sur orbite par un lanceur Falcon 9,.

### Transit vers la Lune
L'engin spatial Nova-C est placé sur une trajectoire directe vers la Lune. Après correction de son système de navigation par un patch (il n'arrivait pas à exploiter les données fournies par les viseurs d'étoiles), le transit vers la Lune se déroule sans accroche. Le 16 février, le moteur principal est utilisé pour effectuer une première correction de trajectoire (poussée à 100% durant 21 secondes fournissant un delta-V de 21 m/s) alors que l'engin spatial se situe à 270 000 kilomètres de la Terre. C'est la première fois qu'un moteur-fusée brûlant du méthane est rallumé dans l'espace profond. Une deuxième correction est effectuée le 20 février (durée 8 secondes). La troisième correction de trajectoire planifiée est jugée non nécessaire et est annulée. Le 21 février, la sonde spatiale fait fonctionner sa propulsion durant 408 secondes (delta-V de 800 à 900 m/s) pour se placer sur une orbite circulaire autour de la Lune à une altitude de 98 kilomètres. Le même jour, la propulsion est de nouveau sollicitée pour placer l'atterrisseur sur l'orbite qui doit permettre d'entamer la descente (12 x 250 km),.

Trajectoire de la mission IM-1
Orbite autour de la Terre.
Orbite autour de la Lune

### Atterrissage
L'atterrissage ne se déroule pas comme prévu. L'orbite lunaire de l'atterrisseur étant plus elliptique que prévu, les ingénieurs de Intuitive Machines décident de la mesurer plus précisément en utilisant l'altimètre laser qui doit servir pour l'atterrissage. Ils découvrent que celui-ci ne fonctionne pas car l'interrupteur physique, qui maintient cet équipement éteint pour empêcher qu'un rayon laser vienne frapper les yeux des personnes chargées de l'assemblage de la sonde spatiale, n'a pas été basculé avant le lancement. Sans altimètre, la mission est perdue. En un temps record (une heure et demie), les contrôleurs au sol improvisent une solution : ils modifient le logiciel qui calcule l'altitude de manière qu'il utilise les données de l'altimètre laser expérimental Navigation Doppler Lidar for Precise Velocity and Range Sensing (NDL) développé par le Centre de recherche Langley et qui fait partie des charges utiles transportées par l'atterrisseur,.
La manœuvre d'atterrissage débute le 22 février par la réduction du périgée de son orbite qui est abaissé à 10 kilomètres. Une heure après cette manœuvre effectuée à l'aide de sa propulsion, Nova-C entame la descente vers la surface. Il utilise ses caméras et les données de distance fournies par le Lidar pour sélectionner le site d'atterrissage le plus favorable. Arrivé à 2 kilomètres de ce dernier, il annule sa vitesse horizontale et entame une descente uniquement verticale. Lorsque l'altitude n'est plus que de 30 mètres, le système de navigation réduit la vitesse de descente à 3 mètres/seconde puis à 10 mètres du sol à 1 mètre/seconde. Le 22 février 2024, l'atterrisseur Nova-C devient le premier engin spatial américain à se poser avec succès à la surface de la Lune depuis la mission Apollo 17 en 1972,. Ce n'est qu'un demi succès, l'atterrisseur étant posé sur le côté,,.
L'atterrissage ne s'est pas déroulé de manière nominale car l'atterrisseur est couché sur le flanc. L'origine du problème est une vitesse de descente dans la phase finale trop importante bien que le terrain très pentu (12 degrés) ait également pu contribuer : la vitesse verticale était de 3 m/s (1 m/s prévu) et surtout la vitesse horizontale au lieu d'être nulle était de 1 m/s. Cette différence vient de l'ordinateur de bord, incapable de traiter en temps réel les données issues du lidar expérimental NDL de la NASA. Dans ces conditions, l'atterrisseur a pris contact avec le sol avec un seul des six pieds du train d'atterrissage, qui s'est alors brisé, et s'est renversé du fait de sa vitesse horizontale résiduelle. À la suite de l'atterrissage, la liaison radio avec l'atterrisseur a pu être établie mais le débit est plus faible que prévu car les antennes utilisées pour les transmissions radio sont pointées vers le sol au lieu de l'être vers le ciel. Par ailleurs, les panneaux solaires qui fournissent l'énergie ne sont pas orientés de la manière prévue. Aussi la mission devrait être plus courte de plusieurs jours avec une fin désormais prévue le 27 février (4 jours au lieu de 9 à 10 jours). La sonde spatiale s'est posée à environ 1,5 kilomètres du point visé,.

### Demi-échec pour le programme CPLS?
Du fait de sa position couchée, plusieurs des équipements constituant la charge utile ne fonctionnent pas. C'est le cas notamment de deux des charges utiles fournies par la NASA - l'expérience de radioastronomie ROLSES et la caméra chargée de filmer l'atterrissage SCLPSS - ainsi que des caméras ILOA chargées de prendre des images depuis la surface. La caméra EagleCam, développée par une équipe d'étudiants et qui devait être éjectée peu avant la surface (mais qui ne l'a pas été en raison des problèmes de l'altimètre), est déployée le 28 février et renvoie des données sauf les photos. Par contre, l'altimètre laser NDL, qui devait être simplement testé, a remplacé l'instrument opérationnel de manière complètement satisfaisante. Par ailleurs, le système de propulsion de l'atterrisseur semble avoir rencontré des problèmes durant le transit et lors de l'insertion en orbite sans qu'aucun détail ait été divulgué et le système de navigation a dû être corrigé en vol par un patch pour pouvoir exploiter les données des viseurs d'étoiles. En synthèse, la mission est un demi-succès.
Ce résultat en demi-teinte du programme CLPS de la NASA dont c'est la deuxième mission, qui intervient après l'échec de la première mission Peregrine Mission One un mois plus tôt, jette un certain doute sur la décision de la NASA de confier à des partenaires extérieurs l'ensemble de la conception des missions robotiques lunaires,.